# Трубе, Лев Людвигович
Лев Людвигович Трубе (16 января 1921, Нижний Новгород — 8 августа 1988, Горький) — советский физико-географ, краевед. Доктор географических наук. Основоположник изучения нижегородской топонимики и ономастики. Доцент кафедры физической географии Горьковского государственного педагогического института.

## Биография
Родился в семье парикмахера Людвига Трубе и уроженки Нижнего Новгорода Анне Ивановне (девичья фамилия — Котельникова). Отец — латыш по национальности, мать принадлежала до революции к мещанскому сословию.
В 1940—1944 годах Лев учился на географическом факультете в Горьковском государственном педагогическом институте. После его окончания с отличием, с 1944 года и до конца своих дней преподавал в альма-матер. Лев Людвигович первый среди выпускников географического факультета защитил кандидатскую диссертацию (1951 г., МГУ). Докторская диссертация защищена в 1988 году.
Захоронен в Нижнем Новгороде, на кладбище «Марьина Роща».
Наука
Основные интересы Л. Л. Трубе лежали в области физической географии, географии населения и топонимики. Им было издано 12 книг и 350 статей. Среди книг: «Наши города» (1954 г.),  «Горьковская область. Природа и население» (1968 г., в соавторстве с А. Ф. Шубиным), «География Горьковской области» (1978 г.), «География города Горького» (1971 г.), «Население города Горького» (1982 г.).
Л. Л. Трубе является основоположником изучения нижегородской топонимики и ономастики. Самая значительная книга Л. Л. Трубе по топонимике — «Как возникли географические названия Горьковской области» (Горький, 1962). По жанру это — топонимический словарь, содержащий свыше 400 корневых слов, относящихся к названиям примерно 1000 населенных пунктов и 100 рек, а также ряд других географических объектов, в частности местностей. Сюда же включен ряд названий, касающийся топонимики города Горького.
Оценки научного наследия
К 80-летию со дня рождения Л. Л. Трубе в московском издательстве «Стольный град» выпущена книга, составленная из пятидесяти топонимических заметок Л. Л. Трубе. Она называется «Достопримечательные географические названия земли Нижегородской».
На сайте НГПУ им. Козьмы Минина отмечено, что Л. Л. Трубе является одним из наиболее цитируемых за рубежом отечественных ученых-географов. Он был отмечен среди крупнейших советских урбанистов в работе известных французских географов Ж. Божье-Гарнье и Ж. Шабо «Очерки по географии городов» (1967).